# Tetsuro Ota
Tetsuro Ota (太田 徹郎 Ota Tetsuro?), född 2 juli 1989 i Ibaraki prefektur, är en japansk fotbollsspelare.
Ota började sin karriär 2008 i Montedio Yamagata. 2013 flyttade han till Kashiwa Reysol. Med Kashiwa Reysol vann han japanska ligacupen 2013. Efter Kashiwa Reysol spelade han för Sagan Tosu och Montedio Yamagata.